# Collier (musique)
Pour les articles homonymes, voir collier (homonymie), cordelière et cordon.
Pour les clarinettistes et les hautboïstes, le collier (ou le cordon ou la cordelière ou la sangle) est un accessoire destiné au maintien de l'instrument et à alléger le poids de l'instrument transmis par le repose-pouce sur le pouce de la main droite du musicien. Il est particulièrement efficace pour les jeunes pratiquants. En grandissant, le musicien abandonne généralement le cordon sauf en cas de troubles musculosquelettiques (douleurs...).

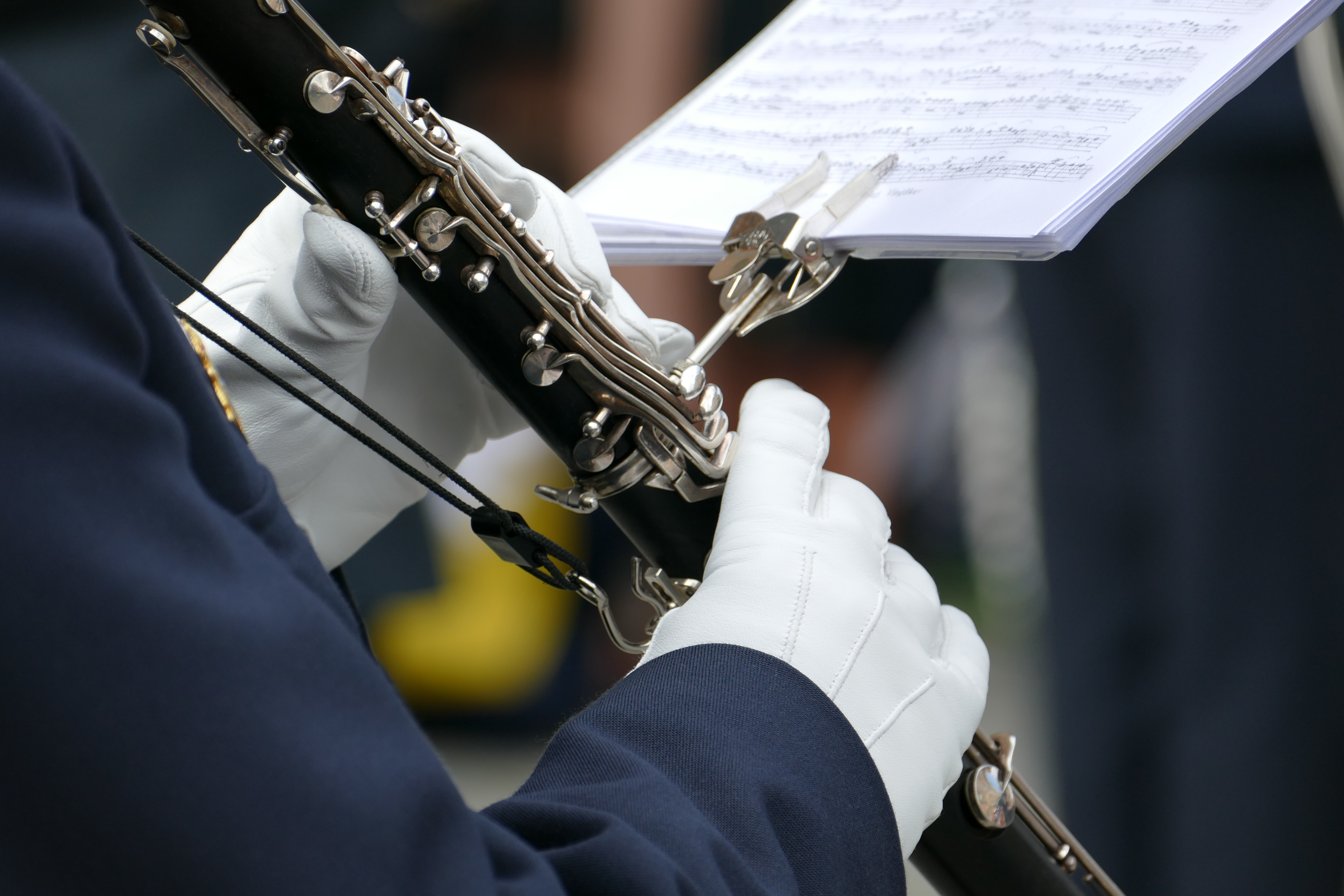
Collier de clarinette en action.

Pour les saxophonistes, il est indispensable compte-tenu du poids de l'instrument,. Pour les instruments lourds, il existe des harnais qui répartissent la charge sur les épaules au lieu du cou.
Le système de maintien et de portage de l'instrument est constitué de deux parties : 
1. Une sangle de cuir rembourrée s'appuyant sur le cou du musicien à laquelle sont reliés deux brins de cordelette terminés par un crochet et un dispositif de réglage de la hauteur de l'instrument.
2. Un collier de serrage sur le corps du bas de la clarinette muni d'un anneau ; il peut s'agir aussi d'un anneau fixé au corps de l'instrument sous la patte de maintien du pouce droit. Dans ce cas, un démontage provisoire est nécessaire. On peut également disposer d'un anneau directement vissé dans le corps.

Ainsi le cou du musicien supporte le poids de l'instrument, et réduit l'effort de poussée fourni par le pouce.

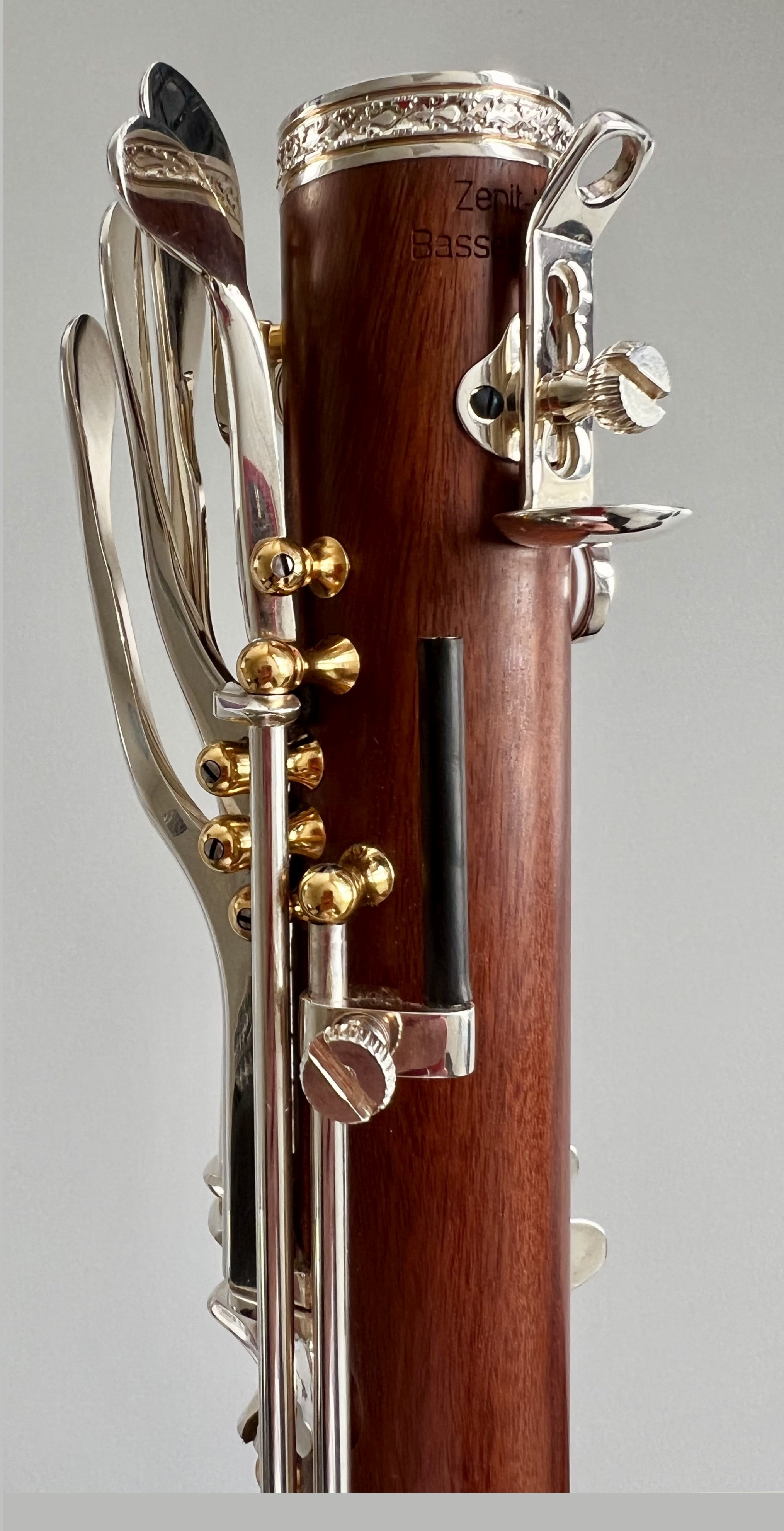
Repose-pouce réglable avec anneau pour cordon d'une clarinette de basset.

 Il est également possible et plus aisé de faire remplacer le support du pouce du corps inférieur par un nouveau muni d'un anneau. Ce modèle est permanent et facile d'usage avec n'importe quel collier muni d'un petit crochet.

## Cas des grandes clarinettes, saxophones et bassons
Compte-tenu de leur poids (de l'ordre de 3 kg pour les modèles de clarinette basse au mi{\displaystyle \flat } grave à 3,6 kg pour les modèles à l'ut grave...) et à l'instar du saxophone ou du basson, les grandes clarinettes (alto, basse, contralto, contrebasse) disposent d'un ou de deux anneaux directement vissés dans le corps de la clarinette.  Le collier peut être remplacé par un système de harnais plus ou moins sophistiqué pour répartir la charge de l'instrument.

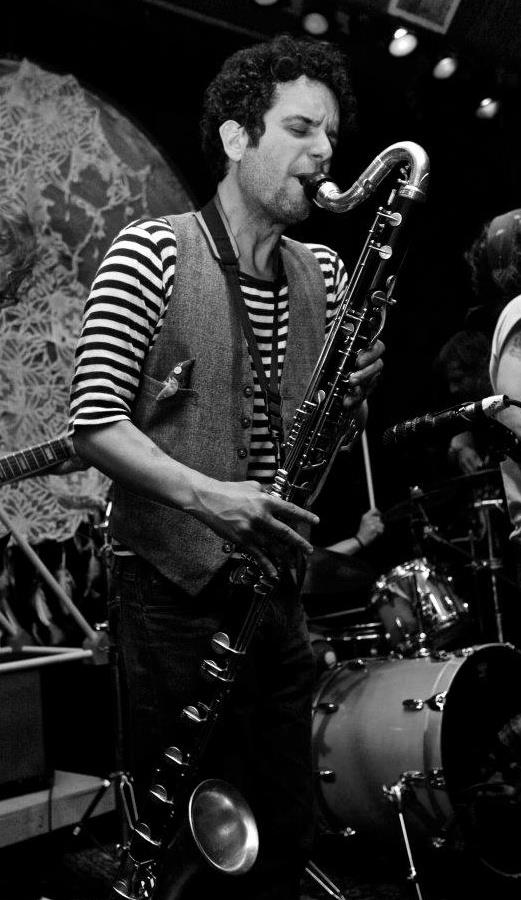
Clarinettiste basse portant son instrument au moyen d'un cordon.

Il est possible également d'associer au cordon une longue pique pour jouer en position debout ou une pique courte en position assise.
|                                     |
| Saxophone alto porté par un cordon. |

|                                              |
| Bassoniste assis utilisant un cordon (1917). |